# Odontomyia cincta
Odontomyia cincta ist ein Zweiflügler aus der Familie der Waffenfliegen (Stratiomyidae). Das in Nordamerika vorkommende Insekt fällt vor allem aufgrund seiner intensiven grünen Färbung auf und wurde 1811 durch den französischen Arzt und Zoologen Guillaume-Antoine Olivier erstbeschrieben.

## Beschreibung
Auffälligstes Merkmal der Imagines ist die apfelgrüne Grundfärbung ihrer drei Tagmata Caput, Thorax und Abdomen. Letzteres ist breit, kurz und abgeflacht und wird von vier schwarzen Querstreifen (lat.: vittae) bedeckt, die dorsokaudal als flache Dreiecke auslaufen. Das thorakale Mesonotum weist eine schwarze Färbung auf und ist mit feinen kupferfarbenen Härchen überzogen, während das hinter ihm liegende Scutellum zwei kleine kaudal ausgerichtete Stacheln besitzt. Die Beine von Odontomyia cincta sind nahezu vollständig dunkelgelb gefärbt; lediglich die unteren Tarsusglieder sind nahezu schwarz.
Die spindelförmigen Larven erreichen eine Länge von bis zu drei Zentimetern. Sie verfügen über ein spitz zulaufendes und zu einer Atemröhre verlängertes Hinterende, an dessen Abschluss die Stigmen innerhalb eines feinen Hakenkranzes liegen.

## Verbreitung
Zwar beschränkt sich das Verbreitungsgebiet von Odontomyia cincta auf den nordamerikanischen Kontinent, dort kommt die Art allerdings häufig vor. In Mexiko wurde sie in den beiden nördlichen Bundesstaaten Nuevo León und Chihuahua nachgewiesen und in Kanada in allen südlichen – also an die Vereinigten Staaten angrenzenden – Provinzen. In den Contiguous United States konnte sie bislang lediglich in den Bundesstaaten Wyoming, Montana und West Virginia noch nicht gefunden werden. Es lassen sich vier Verbreitungsschwerpunkte herausstellen:
1. Die Ostküste zwischen North Carolina und Nova Scotia
2. Die Region zwischen Montreal und Chicago
3. Zentral- und Südflorida
4. Ost- und Südtexas und Südlousiana.

## Lebensweise
Die Weibchen legen ihre schmalen, länglichen Eier an tote Äste, Schilfhalme und die Stängel verschiedener Pflanzen im Wasser von Teichen und Tümpeln. Dazu positionieren sie sich in der Regel mit dem Kopf nach unten und platzieren mehrere Hundert Eier in einer unregelmäßigen ovalen Anordnung. Die konischen Enden der Eier stecken dabei zwischen den Enden ihrer Nachbarn, um Stabilität zu gewährleisten.
Im Larvenstadium liegt der Atemröhrenhakenkranz während Ruhephasen auf der Wasseroberfläche auf und ermöglicht den Tieren so die Luftaufnahme und ihr aquatisches Leben. Bei Störungen legt sich der Hakenkranz zusammen, wodurch die Larve absinkt. Sie ernährt sich von organischer Materie – beispielsweise vom Periphyton auf Steinen oder Pflanzen. Larven und Puppen gleichermaßen werden häufig von Arten der Erzwespengattung Chalcis (namentlich von C. rufofemorata und C. microgaster) parasitiert. Die Larven von Odontomyia cincta – gleich jenen zahlreicher Zweiflüglerarten – besitzen außergewöhnliche Osmoregulationsfähigkeiten. Sind sie beispielsweise einem externen Medium mit einer osmotischen Konzentration zwischen 3 und 5414 mOsmol kg−1 ausgesetzt, so liegt der Osmolalitätswert der Hämolymphe durchgehend zwischen 232 and 419 mOsmol kg−1. Der Übergang von hypoosmotischer zu hyperosmotischer Regulation tritt am isosmotischen Punkt von 280 mOsmol kg−1 auf.
Adulte Exemplare fliegen auf der Suche nach Nektar Blüten an.